# ZG16
ZG16 (англ. Zymogen granule protein 16) – білок, який кодується однойменним геном, розташованим у людей на короткому плечі 16-ї хромосоми. Довжина поліпептидного ланцюга білка становить 167 амінокислот, а молекулярна маса — 18 147.
| 10         |  | 20         |  | 30         |  | 40         |  | 50         |
| ---------- |  | ---------- |  | ---------- |  | ---------- |  | ---------- |
| MLTVALLALL |  | CASASGNAIQ |  | ARSSSYSGEY |  | GGGGGKRFSH |  | SGNQLDGPIT |
| ALRVRVNTYY |  | IVGLQVRYGK |  | VWSDYVGGRN |  | GDLEEIFLHP |  | GESVIQVSGK |
| YKWYLKKLLF |  | VTDKGRYLSF |  | GKDSGTSFNA |  | VPLHPNTVLR |  | FISGRSGSLI |
| DAIGLHWDVY |  | PSSCSRC    |  |            |  |            |  |            |

A: Аланін

C: Цистеїн

D: Аспарагінова кислота

E: Глутамінова кислота

F: Фенілаланін

G: Гліцин

H: Гістидин

I: Ізолейцин

K: Лізин

L: Лейцин

M: Метіонін

N: Аспарагін

P: Пролін

Q: Глутамін

R: Аргінін

S: Серин

T: Треонін

V: Валін

W: Триптофан

Задіяний у таких біологічних процесах, як транспорт, транспорт білків. 
Білок має сайт для зв'язування з лектинами. 
Локалізований у позаклітинному матриксі, цитоплазматичних везикулах, апараті гольджі.
Також секретований назовні.